# Лицано (Пистоја)
Лицано је насеље у Италији у округу Пистоја, региону Тоскана.
Према процени из 2011. у насељу је живело 140 становника. Насеље се налази на надморској висини од 674 м.